# The Planet Savers
The Planet Savers este un roman științifico-fantastic (de fantezie științifică) din 1958 al scriitoarei americane Marion Zimmer Bradley.
Face parte din Seria Darkover care are loc pe planeta fictivă Darkover din sistemul stelar fictiv al unei gigante roșii denumită Cottman. Planeta este dominată de ghețari care acoperă cea mai mare parte a suprafeței sale. Zona locuibilă se află la doar câteva grade nord de ecuator.
Romanul a apărut prima dată sub formă de povestire în revista Amazing Stories, numărul din noiembrie 1958. Ulterior, a apărut într-o traducere germană în 1960, cu capitole suplimentare adăugate care nu erau ale autorului. A apărut sub formă de carte la Ace Books în 1962 împreună cu The Sword of Aldones. Evenimentele din The Planet Savers au loc la cel puțin 152 de ani de la evenimentele descrise în Rediscovery (DAW Books, 1993).

## Prezentare
Disperat să descopere un remediu pentru febra ciclică de 48 de ani, cunoscută sub numele de febra Trailmen, dr. Randall Forth îl convinge pe un coleg, dr. Jay Allison, să se supună unei proceduri de hipnoză. El cheamă o personalitate secundară, Jason Allison, care este sociabil și un alpinist cu experiență, în timp ce Dr. Jay Allison este un om rece, clinic, fără abilități în aer liber.
Jason este rugat să conducă o expediție în Hellers pentru a aduna voluntari medicali dintre Trailmen. Împreună cu acesta sunt Rafe Scott, Regis Hastur, Kyla Raineach, un ghid Renunciate și alții. În timpul călătoriei, Jay/Jason yo-yos se schimbă între cele două personalități ale sale - una caldă și fermecătoare, cealaltă îndepărtată și clinică. Jason, personalitatea caldă, se îndrăgostește de Kyla.
Sunt atacați pe potecă de o ceată ostilă de Trailwomen. Ca urmare a atacului, personalitatea lui Jay reapare și este considerabil mai formală decât personalitatea lui Jason. Când ajung la cuibul Trailmen în care Jay/Jason a trăit în copilărie, el este recunoscut. Expediția este invitată în habitatul copacilor Trailmen.
Oamenii Bătrâni ai Cerului (Trailmen) se întreabă de ce Jay/Jason a adus un cuplu armat de oameni în cuibul lor. Jay/Jason își explică misiunea de a găsi un remediu pentru febra de 48 de ani. El îl prezintă pe Regis Hastur celor Bătrâni și Regis pledează, de asemenea, pentru asistența Poporului Cerului. O sută de Trailmen se oferă voluntari. Expediția, împreună cu voluntarii, se întoarce în Orașul Terran al Comerțului.
Câteva luni mai târziu, este dezvoltat un ser pentru tratamentul febrei de 48 de ani. Regis Hastur ajunge să-l felicite pe Jay/Jason Allison. Acest lucru îi amintește lui Jay/Jason de expediție și îl determină pe Jay/Jason să se contopească într-o a treia personalitate mai stabilă.

## Personaje
- Jay/Jason Allison
- Dr. Randall Forth, psihiatru
- Regis Hastur, nepotul regentului Darkover
- Kyla Raineach, ghid Renunciate
- Buck Kendricks, un om din forțele spațiale
- Rafe Scott, jumătate Darkovan/half Terran

## Istoria publicării
- 1958, SUA, Amazing Stories, data publicării în noiembrie 1958, publicare în revistă
- 1960, Germania, Utopia-Zukunftsroman OCLC 73611777, data publicării 1960, în limba germană ca Dr. Allisons zweites Ich cu material suplimentar nu de Bradley
- 1962, SUA, Ace Books OCLC 17399915, Data publicării septembrie 1962, volum cu copertă broșată, împreună cu Sword of Aldones
- 1979, SUA, Gregg Press ISBN: 0-8398-2514-5, Data publicării 1979, volum cu copertă dură
- 1979, Marea Britanie, Arrow Books ISBN: 0-09-919320-5, Data publicării 1979, volum cu copertă broșată
- 1980, SUA, Ace Books ISBN: 0-441-67027-X, Data publicării 1980, volum cu copertă broșată, cu  Sabia lui Aldones , o nuvelă suplimentară și un articol
- 1995. SUA, DAW Books ISBN: 0-88677-630-9, Data publicării aprilie 1995, volum cu copertă broșată, împreună cu The Winds of Darkover

## Legături externe
- en  Istoria publicării lucrării The Planet Savers la Internet Speculative Fiction Database
- The Planet Savers carte audio din domeniul public la LibriVox